# Studierendenwerk Heidelberg
Das Studierendenwerk Heidelberg hat die gesetzliche Aufgabe, rund 49.000 Studierende der staatlichen Hochschulen des Landes Baden-Württemberg in den Stadt- und Landkreisen Heidelberg, Rhein-Neckar, Heilbronn, Neckar-Odenwald und Main-Tauber, sozial zu fördern und zu betreuen. Es ist Mitglied im bundesweiten Dachverband Deutsches Studierendenwerk.
Das Studierendenwerk hat als Anstalt des öffentlichen Rechts ca. 500 Beschäftigte. Es bewirtschaftet derzeit sieben Mensen und Cafeterien und unterhält an den kleineren Hochschulstandorten Kooperationen mit Betriebsmensen und Gastronomen. Es stellt den Studierenden in fünf Städten knapp 38 Studierendenwohnheime mit rund 5500 Plätzen und fast 300 Kinderbetreuungsplätzen zur Verfügung. Außerdem bietet es Studierenden Psychosoziale Beratung und Beratungsangebote für bspw. Studienfinanzierung oder Studieren mit Kind an und unterstützt sie bei der Suche nach Studentenjobs.
Ferner ist beim Studierendenwerk das „Amt für Ausbildungsförderung“ angesiedelt, das unter der Fachaufsicht des Wissenschaftsministeriums insbesondere für den Vollzug des BAföG zuständig ist.

## Geschichte

### Vorläufer
Das heutigen Studierendenwerk Heidelberg gründete sich vor allem wegen der wirtschaftlichen Not der Studierenden nach dem Ersten Weltkrieg in den 1920er-Jahren. Circa ein Drittel der Studierenden war damals unterernährt, aber auch der Wohnungsmangel war schon damals ein großes Problem. Der Allgemeine Studentenausschuss (AStA) in Heidelberg, Vorgänger der heutigen Verfassten Studierendenschaft der Universität Heidelberg bzw. des Studierendenrats, hatte es sich zur Aufgabe gemacht, die Nahrungsmittelknappheit und allgemeinen die Armut zu bekämpfen. Hierfür sammelte er einen kleinen Beitrag von jedem Studenten ein. 1921 konnte die „Mensa academica“ im ehemals kurfürstlichen Zeughaus starten, „wo für 3 Mark [im Semester] jeder Student solange essen [durfte], bis er satt [war]“. Zwischen Mai bis September 1921 wurden hier mehr als 2.900 Studierende mit 52.800 Essen versorgt. Aus der „Mensa academica“ wurde im Lauf der Zeit die zeughaus-Mensa im Marstall.

### Gründung
Die eigentliche Gründung des Vorläufers des Studierendenwerkes erfolgte dann am 18. Dezember 1922 unter dem Namen „Heidelberger Studentenhilfe e. V.“.
Die Idee für die Studentenhilfe und die „Mensa Academica“ kam von Johann Hermann Mitgau, AStA-Wirtschaftssekretär und bis 1922 Student der Geschichte und Sozialwissenschaften in Heidelberg.
Im Saal über der Mensa richtete die neu gegründete Studentenhilfe eine Verkaufsstelle ein. Studenten – und selbst Dozenten – konnten dort Lebensmittel, Bekleidung, Toilettenartikel kaufen, die im regulären Handel für sie zu teuer waren. Daneben wurde eine Wäscherei, Flickstube, Leihbibliothek sowie eine akademische Arbeitsvermittlung eingerichtet. Auch die Vermittlung von Darlehen gehört schon damals (das heutige BAföG ist nur noch teilweise ein Darlehen und zurückzuzahlen) zu den Aufgaben des Vereins. Die Studentenhilfe finanzierte sich durch Sach- und Geldspenden und die oben erwähnten Beiträge der Studenten. Der Verein wurde unter anderem von Landfried und Portland-Cement (heute: Heidelberg Cement), aber auch von vielen Professoren unterstützt. Schon zu Beginn wurde im Dachgeschoss des östlichen Marstall-Flügels ein „Tagesheim“ eingerichtet. Diese bot bedürftigen Studenten insbesondere Platz für kulturelle Veranstaltungen und geselliges Beisammensein.
Aber auch die Studentenhilfe vermochte es nicht die Not der Studenten wirksam zu bekämpfen. Im Jahre 1926 war die Zahl der Studenten schon auf 2000 gesunken. Für Mittellose war es fast ausgeschlossen eine Unterkunft in Heidelberg zu finden. Zur Abhilfe wurde 1926 mit dem Sibley-Hauses am Heumarkt 1 das erste Studentenwohnheim in Deutschland errichtet. Die Studentenhilfe hatte hierzu das ehemalige Hotel „Goldenes Ross“ erworben und bot, für den vergleichsweise erschwingliche Preis von 10 bis 25 Mark im Monat, 25 Studenten eine Bleibe (Ein- und Doppelzimmer) an. Durch die Spende des US-Amerikaners Hiram W. Sibley, der 1867/68 an der Heidelberg Universität studiert hatte, konnte im Dachgeschoss elf weiteren Zimmern ausgebaut werden. Ferner wurde einen Gesundheitsdienst eingerichtet, der sich insbesondere um die medizinische Versorgung von Kriegsgeschädigten und Unterernährten kümmerte.

### NS-Zeit
Die Machtergreifung der Nazis machte auch vor der Heidelberger Studierendenschaft keinen Halt. NS-Studentenführer Hanns Martin Schleyer, der in Heidelberg Jura studierte, war ab 1936 letzter „Studentische Leiter“ der Studentenhilfe. Mit der Gleichschaltung durfte jüdischen Studenten nicht mehr geholfen werden. Im Jahre 1938 wurde der Verein Studentenhilfe aufgelöst und quasi verstaatlicht.

### Nach 1945
Nach dem Zweiten Weltkrieg stabilisierten sich die Umstände durch die amerikanische Besatzung auch für das Studentenwerk Heidelberg. So war es dem Studentenwerk möglich, sich in den Nachkriegsjahren auch durch Spenden aus dem Ausland zu bewähren. Zudem erfolgte die Rückbenennung in „Studentenhilfe“. Die beiden folgenden Jahrzehnte dienten vor allem der Konsolidierung; in dieser Zeit wurden unter anderem auch neue Mensen und eine Studentenbücherei eröffnet.
Nachdem 1971 unter der sozialliberalen Koalition von Willy Brand von das BAföG eingeführt wurde, verbesserte sich die finanzielle Situation der Studierenden schlagartig. Die Abwicklung des BAföG übernahm die Förderungsabteilung der Heidelberger Studentenhilfe. Um Studierende mit Prüfungsängsten und Depressionen zu betreuen, wurde 1971 zusätzlich die Psychotherapeutische Beratungsstelle (PBS) ins Leben gerufen.
Am 1975 wurde vom Landtag das Studentenwerksgesetz beschlossen, was die Gründung von Studentenwerken als Anstalten des öffentlichen Rechts nach sich zog. Damit ging der Sozialauftrag der Studentenhilfe e. V. auf das neu eingerichtete Studentenwerk über. Die letzte namentliche Änderung erfolgte 2014 aufgrund der Änderung des Landeshochschulgesetzes mit der Umbenennung in „Studierendenwerk Heidelberg“.
Nach und nach baute das Studierendenwerk seinen Zuständigkeitsbereich (siehe unten) und sein Angebot immer weiter aus. So wurden in der alten „Mensa Academica“ von April bis September 1921 an mehr als 2900 Studierende etwa 52 800 Essen ausgegeben. Heute gehen in den Mensen in der Altstadt, Im Neuenheimer Feld und an der Pädagogischen Hochschule 10 000 Mahlzeiten über die Theke - am Tag. Die Anzahl der Wohnheimplätze wurde massiv und auch Kindertagesstätten für Studierende mit Kind gehört nun zu seinem Angebot.

### „Studierendenwerksproteste“
Bis in das Jahr 2018 gliederte das Studierendenwerk Heidelberg seine Studentischen Aushilfen in ein ebenfalls gemeinnütziges Tochterunternehmen, die Hochschul-Service gGmbH Heidelberg (HSH), aus. Diese wurden dort mittels Tagesarbeitsverträgen beschäftigt. Dadurch waren sie zwar sehr flexibel, es bestand aber keine Beschäftigungsgarantie und bei Urlaub und Krankheit gab es keine Lohnfortzahlung. Die Heidelberger Studierendenvertretungen und die Gewerkschaft ver.di kritisierten diese Praxis scharf und organisieren Proteste dagegen, die auch von Landespolitikern aufgegriffen wurden. Im Zuge dessen wurden die Studentischen Aushilfen direkt beim Studierendenwerk angestellt. Mit Ablauf der Probezeit im Herbst des Jahres wurden jedoch viele Studentische Beschäftigte nicht übernommen. Der Vorwurf lautete, dass insbesondere die Organisatoren der Proteste aus dem Arbeitsverhältnis gedrängt würden. Die (planmäßige) Verabschiedung der Geschäftsführerin Ulrike Leiblein wurden infolgedessen von Protesten begleitet („Leiblein die Suppe versalzen“), die auch politisch einen breiten Rückhalt fanden. Nach schlichtenden Gesprächen, an denen u. a. Wissenschaftsministerin Theresia Bauer teilnahm, beruhigte sich die Situation mit dem Amtsantritt von Leibleins Nachfolgerin.

## Aufgaben und zugeordnete Hochschulen

### Zugeordnete Hochschulen
Dem Studierendenwerk sind folgende Hochschule zugeordnet:
- Ruprecht-Karls-Universität Heidelberg (mit Campus der Medizinischen Fakultät Mannheim)
- Pädagogische Hochschule Heidelberg
- Hochschule für angewandte Wissenschaften Heilbronn (mit Campus Künzelsau und Schwäbisch Hall)
- Duale Hochschule Baden-Württemberg Mosbach (mit Campus Bad Mergentheim)
- Duale Hochschule Baden-Württemberg Heilbronn
- Duale Hochschule Baden-Württemberg - Center for Advanced Studies
- Hochschule für Rechtspflege Schwetzingen

Die Studierenden dieser Hochschulen sind „Nutzer“ des Studierendenwerkes. Für sie nimmt das Studierendenwerk seine Aufgaben wahr.
Die Hochschule für Jüdische Studien Heidelberg und die Hochschule für Kirchenmusik Heidelberg sind dem Studierendenwerk als nicht-staatliche Hochschulen zwar nicht „zugeordnet“, aber dennoch nimmt das Studierendenwerk für deren Studierende Betreuungsaufgaben wahr.

### Aufgaben und Angebote
Die Aufgaben der Studierendenwerk sind in § 2 des Studierendenwerksgesetzes (StWG) und § 2 Abs. 2 der Satzung des Studierendenwerks Heidelberg abschließend geregelt. Aufgabe ist alleine die soziale Betreuung und Förderung von Studierenden (Studierendenhilfe). Diese Aufgaben werden insbesondere durch Einrichtungen und Maßnahmen in den folgenden Bereichen erfüllt:

#### Verpflegungsbetriebe
Das Studierendenwerk Heidelberg unterhält derzeit sieben Mensen und Cafeterien und unterhält an den kleineren Hochschulstandorten Kooperationen mit Betriebsmensen und Gastronomen.

#### Studentisches Wohnen
Es stellt den Studierenden in fünf Städten 38 Studentenwohnheime mit rund 5500 Plätzen zur Verfügung.

#### Förderung kultureller, sportlicher und sozialer Interessen
Es ist träger zahlreicher kultureller und sozialer Veranstaltung, wie der „Marstallpartys“, internationaler Länderabend oder Fußballübertragung, Open-Air-Festival oder KinoCafé u. v. m.

#### Kinderbetreuung
Es unterhält eigene Kitas mit fast 300 Kinderbetreuungsplätzen. In erster Linie für „Studierende mit Kind“.

#### Gesundheitsförderung und Beratung
Bereits seit 1971 unterhält das Studierendenwerk die Psychotherapeutische Beratungsstelle (PBS).

#### Vermittlung finanzieller Studienhilfen
Als Amt für Ausbildungsförderung entscheidet das Studierendenwerk über die BAföG-Anträge. Darüber hinaus hilft es auch bei der Beantragung von KfW-Studienkrediten etc.

## Organe
Das Studierendenwerk Heidelberg hat drei Organe: Die Geschäftsführerin oder den Geschäftsführer, den Verwaltungsrat und die Vertretungsversammlung (§ 4 StWG).

### Geschäftsführung
Die Geschäftsführung führt die Geschäfte des Studierendenwerks, vertritt es rechtsgeschäftlich und ist Vorgesetzter der Arbeitnehmer (§ 5 StWG).
Geschäftsführer ist seit Oktober 2024 Clemens Metz.

### Verwaltungsrat
Der Verwaltungsrat ist eine Art „Aufsichtsrat“. Er bestellt die Geschäftsführung, beschließt den Wirtschaftsplan, stellt das Jahresergebnis fest, erteilt der Geschäftsführung die Entlastung und beschließt die Beitragsordnung. Außerdem muss er außergewöhnlichen Rechtsgeschäften zustimmen. (§ 6 Abs. 1 und 2 StWG)
Dem Verwaltungsrat gehörten bis 2021 stimmberechtigt je drei Rektoratsmitglieder, Studierende und externe Sachverständige sowie ein Ministeriumsvertreter an (§ 6 Abs. 3 StWG a.F.). Auf Drängen von Studierendenvertretern (maßgeblich auch aus Heidelberg) wurde der Studierendenanteil, der im bundesweiten Vergleich sehr niedrig war, vom Gesetzgeber mit dem Vierten Hochschulrechtsänderungsgesetz erhöht: Die Studierenden erhalten einen zusätzlichen Sitz, das Ministerium ist nur noch beratend vertreten (§ 6 Abs. 3 StWG n.F.).

### Vertretungsversammlung
Die Vertretungsversammlung beschließt über die Satzung des Studierendenwerks Heidelberg, wählt die Verwaltungsräte und nimmt den Jahresbericht der Geschäftsführung entgegen (§ 8 Abs. 1 StWG).
Bis zum Inkrafttreten des Vierten Hochschulrechtsänderungsgesetzes war die Zusammensetzung der Vertretungsversammlung vom Gesetzgeber starr vorgegeben (§ 8 Abs. 2 und 3 StWG a.F.), wobei auch hier der Studierendenanteil vergleichsweise gering war. So gehörten ihr der Rektor und Kanzler (bzw. die vergleichbaren Amtsträger kleinerer Hochschulen) der zugeordneten Hochschulen sowie abhängig von der große jeweils zwischen einer und vier Hochschullehrkräften und Studierende an. Seit der Gesetzesänderung müssen nun die Studierendenwerk selbst in ihrer Satzung die Anzahl der Hochschullehrkräfte und Studierenden regeln. Die Vertretungsversammlung des Studierendenwerks Heidelberg hat am 24. Juni 2021 auf Initiative der Studierendenvertretung und gegen den Widerstand einiger Rektoren und Hochschullehrkräfte beschlossen, den Studierendenzahl in der Versammlung merklich zu erhöhen, sodass diese nunmehr ca. 43 % statt bisher ca. 33 % der Mitglieder stellen.